# Megalonísos
Megalonísos är en ö i Grekland.   Den ligger i regionen Grekiska fastlandet, i den sydöstra delen av landet, 50 km öster om huvudstaden Aten. Arean är 18,3 kvadratkilometer.
Terrängen på Megalonísos är lite kuperad. Öns högsta punkt är 364 meter över havet. Den sträcker sig 5,6 kilometer i nord-sydlig riktning, och 4,9 kilometer i öst-västlig riktning.